# Elecciones municipales de 2019 en La Gomera
El 26 de mayo de 2019 se celebraron elecciones municipales en los 6 municipios de la isla canaria de La Gomera. Ese día también se celebraron elecciones al Cabildo de La Gomera, al Parlamento de Canarias y al Parlamento Europeo.

## Resumen de alcaldías
| Municipio      | Con | 2019                              | 2020                              | 2021                    | 2022                    | 2023                    |
| -------------- | --- | --------------------------------- | --------------------------------- | ----------------------- | ----------------------- | ----------------------- |
| San Sebastián  | 13  | Adasat Reyes (ASG-NCa)            | Adasat Reyes (ASG-NCa)            | Adasat Reyes (ASG-NCa)  | Adasat Reyes (ASG-NCa)  | Adasat Reyes (ASG-NCa)  |
| Alajeró        | 11  | Manuel Plasencia (PSOE)           | Manuel Plasencia (PSOE)           | Manuel Plasencia (PSOE) | Manuel Plasencia (PSOE) | Manuel Plasencia (PSOE) |
| Valle Gran Rey | 11  | Cristopher Marrero (PSOE-NCa-SSP) | Cristopher Marrero (PSOE-NCa-SSP) | Ángel Piñero (NCa-ASG)  | Ángel Piñero (NCa-ASG)  | Ángel Piñero (NCa-ASG)  |
| Vallehermoso   | 11  | Emiliano Coello (ASG)             | Emiliano Coello (ASG)             | Emiliano Coello (ASG)   | Emiliano Coello (ASG)   | Emiliano Coello (ASG)   |
| Agulo          | 9   | Rosa Chinea (ASG)                 | Rosa Chinea (ASG)                 | Rosa Chinea (ASG)       | Rosa Chinea (ASG)       | Rosa Chinea (ASG)       |
| Hermigua       | 9   | Yordan Piñero (ASG-NCa)           | Yordan Piñero (ASG-NCa)           | Yordan Piñero (ASG-NCa) | Yordan Piñero (ASG-NCa) | Yordan Piñero (ASG-NCa) |

## San Sebastián de La Gomera
|                                          | Candidatura | Candidatura                                             | Votos | %                               | Concejales                      |
| ---------------------------------------- | ----------- | ------------------------------------------------------- | ----- | ------------------------------- | ------------------------------- |
| San Sebastián de La Gomera 13 concejales |             | Agrupación Socialista Gomera (ASG)                      | 2 138 | 42,86                           | 6                               |
| San Sebastián de La Gomera 13 concejales |             | Partido Socialista Obrero Español (PSOE)                | 1 393 | 27,93                           | 4                               |
| San Sebastián de La Gomera 13 concejales |             | Sí Se Puede (SSP)                                       | 530   | 10,63                           | 1                               |
| San Sebastián de La Gomera 13 concejales |             | Nueva Canarias-Frente Amplio (NC-FA)                    | 400   | 8,02                            | 1                               |
| San Sebastián de La Gomera 13 concejales |             | Coalición Canaria-Partido Nacionalista Canario (CC-PNC) | 336   | 6,74                            | 1                               |
| San Sebastián de La Gomera 13 concejales |             | Partido Popular (PP)                                    | 166   | 3,33                            |                                 |
| San Sebastián de La Gomera 13 concejales | En blanco   | En blanco                                               | 25    | 0,89                            |                                 |
| San Sebastián de La Gomera 13 concejales | Votos nulos | Votos nulos                                             | 61    | Participación: \| \| 72,53 % \| | Participación: \| \| 72,53 % \| |
| San Sebastián de La Gomera 13 concejales | Votantes    | Votantes                                                | 3 056 | Participación: \| \| 72,53 % \| | Participación: \| \| 72,53 % \| |
|                                          | 72,53 %     |                                                         |       |                                 |                                 |

## Resto de municipios
| Municipio | Municipio                    | Partido  | Votos  | %      | Concejales |
| --------- | ---------------------------- | -------- | ------ | ------ | ---------- |
|           | Agulo 9 concejales           | ASG      | 625    | 75,12% | 8          |
| PSOE      | Agulo 9 concejales           | 122      | 14,66% | 1      |            |
| CC        | Agulo 9 concejales           | 74       | 8,89%  | 0      |            |
| PP        | Agulo 9 concejales           | 6        | 0,72%  | -      |            |
|           | Alajeró 11 concejales        | PSOE     | 648    | 50,47% | 6          |
| ASG       | Alajeró 11 concejales        | 550      | 42,83% | 5      |            |
| PP        | Alajeró 11 concejales        | 42       | 3,27%  | -      |            |
| CC        | Alajeró 11 concejales        | 35       | 2,73%  | -      |            |
|           | Hermigua 9 concejales        | ADGomera | 408    | 31,43% | 3          |
| ASG       | Hermigua 9 concejales        | 342      | 26,35% | 3      |            |
| NC        | Hermigua 9 concejales        | 286      | 22,03% | 2      |            |
| CC        | Hermigua 9 concejales        | 128      | 9,86%  | 1      |            |
| PSOE      | Hermigua 9 concejales        | 102      | 7,86%  | 0      |            |
| PP        | Hermigua 9 concejales        | 25       | 1,93%  | -      |            |
|           | Valle Gran Rey 11 concejales | ASG      | 890    | 41,2%  | 5          |
| PSOE      | Valle Gran Rey 11 concejales | 422      | 19,54% | 2      |            |
| NC        | Valle Gran Rey 11 concejales | 337      | 15,6%  | 2      |            |
| SSP       | Valle Gran Rey 11 concejales | 326      | 15,09% | 2      |            |
| CC        | Valle Gran Rey 11 concejales | 110      | 5,09%  | 0      |            |
| PP        | Valle Gran Rey 11 concejales | 61       | 2,82%  | -      |            |
|           | Vallehermoso 11 concejales   | ASG      | 800    | 59,22% | 7          |
| AVH       | Vallehermoso 11 concejales   | 293      | 21,69  | 2      |            |
| SSP       | Vallehermoso 11 concejales   | 250      | 18,5%  | 2      |            |